# Ghisonaccia
Ghisonaccia (korzikaiul Ghisunaccia) település Franciaországban, Haute-Corse megyében. Lakosainak száma 4246 fő (2022. január 1.). Ghisonaccia Aghione, Aléria, Ghisoni, Lugo-di-Nazza, Pietroso, Poggio-di-Nazza és Prunelli-di-Fiumorbo községekkel határos.

## Népesség
A település népességének változása:
| Lakosok száma | 2473 | 3297 | 3270 | 3331 | 3970 | 4128 | 4225 | 4219 | 4215 | 4246 |
|               | 1968 | 1982 | 1990 | 2006 | 2013 | 2015 | 2017 | 2019 | 2020 | 2022 |